# Phytobia matura
Phytobia matura este o specie de muște din genul Phytobia, familia Agromyzidae, descrisă de Spencer în anul 1973.
Este endemică în Dominica. Conform Catalogue of Life specia Phytobia matura nu are subspecii cunoscute.